# Brusewitz
Brusewitz är en släkt från Pommern som inkom till Sverige under slutet av 1600-talet.
Enligt uppgift är släkten en gren av en ätt med samma namn som är känd från Pommern sedan 1200-talet. Den svenska grenens äldste kände förfader är Martin Brusewitz (1646–1720), som flyttade till Göteborg från Tyskland. En son Martin Brusewitz var assessor i Svea hovrätt, men hans gren har numera slocknat.
Av de fortlevande grenarna härstammar västgötagrenen från sidenfabrikören Jacob Gabriel Brusewitz (1726–1781) och Göteborgsgrenen från justitieborgmästaren i Göteborg Carl Gustaf Brusewitz (1725–1800).
Till släkten hör bland andra Anita Brusewitz-Hansson, Axel Brusewitz, Bertil Brusewitz, Björn Brusewitz, Carl Brusewitz, Carl Elis Brusewitz, Emil Brusewitz, Eric Cornelius Brusewitz, Fredrik Brusewitz, Gunnar Brusewitz, Gustaf Brusewitz, Hugo Brusewitz och Per Emil Brusewitz.